# 源仕
源 仕（みなもと の つこう）は、平安時代中期の軍事貴族。大納言・源昇の次男。官位は従五位上、武蔵守、修理大夫。
嵯峨源氏・源融の孫。渡辺氏の祖・渡辺綱の祖父にあたる。

## 生涯
武蔵国の国司として、関東に下向した。
『扶桑略記』によれば、延喜19年（919年）、武蔵前権介の源仕（史料によっては「源 任」とするものもある）が官物を横領したり、官の建物を焼いたり、国府の襲撃を働き、武蔵守・高向利春を攻めようとした。しかし、仕が処分されたという記録は見られない。
のち、彼の子孫は箕田源氏として勢力を振るった。

## 系譜
- 父：源昇（848 - 918）
- 母：不詳
- 生母不明の子女
  - 男子：源宛（933 - 953）